# Виллеке, Виллем
Виллем Виллеке (нидерл. Willem Willeke; 29 сентября 1878 года, Гаага — 26 ноября 1950 года, Питсфилд, штат Массачусетс) — немецко-американский виолончелист нидерландского происхождения, музыкальный педагог.

## Биография
Начал учиться музыке под руководством Жака Хартога, затем учился в Роттердаме у Оскара Эберле (старшего). Гастролировал с детства, в 14 лет играл произведения Иоганнеса Брамса для виолончели и фортепиано с композитором в роли аккомпаниатора (в дальнейшем Виллеке довелось таким же образом играть дуэтом с Эдвардом Григом и Рихардом Штраусом). Одновременно с виолончелью занимался также и на фортепиано и производил сильное впечатление на публику, исполняя в одном концерте виолончельный концерт Йозефа Гайдна и фортепианный концерт Роберта Шумана. Однако затем Виллеке предпочёл карьеру врача и учился медицине в Вене и Бонне. Тем не менее знакомые музыканты, и прежде всего Йозеф Иоахим, убеждали его вернуться к музыкальной карьере, и в конце концов он так и сделал, начав с сольных гастролей по Германии и Нидерландам, а также с преподавательской работы в консерваториях Крефельда и Дюссельдорфа.
Виллеке достиг определённых успехов в Европе, получив, в частности, звание императорского виолончелиста при венском дворе (в оркестре Венской придворной оперы он играл под руководством Густава Малера), а в 1907 г. был приглашён Францем Кнайзелем в США и занял место виолончели в Квартете Кнайзеля, оставшись в составе этого известного ансамбля вплоть до его роспуска десятью годами позже; в 1911 г. Виллеке женился на дочери Кнайзеля Виктории.
В дальнейшем Виллеке основал струнное трио Элшуко (англ. Elshuco Trio), названное так по первым слогам имени известной меценатки Элизабет Шартлефф Кулидж (более известной как Элизабет Спрэг Кулидж); по приглашению Кулидж Виллеке в 1918 г. возглавил основанный ею Беркширский музыкальный фестиваль и руководил им до самой смерти. Он также был одним из ведущих профессоров Джульярдской школы, где среди его учеников, в частности, были Филлис Крёйтер и Харви Шапиро.
Виллему Виллеке посвящены концерт для виолончели с оркестром Вильгельма Йераля (1899, опубликован 1906) и Концертштюк Op. 31 Зыгмунта Стоёвского, впервые исполненный им 1 марта 1915 года.